# Xi'an Jiaotong University Teaching Building
Le Xi'an Jiaotong University Teaching Building  (西安交通大学教学主楼) est un gratte-ciel de 107 mètres de hauteur construit à Xi'an en Chine de 2002 à 2004 .
Il abrite sur 23 étages des locaux de l'Université Jiaotong de Xi’an.